# Paperino nella terra degli indiani pigmei
Paperino nella terra degli indiani pigmei, nota anche come Zio Paperone nella terra degli indiani pigmei (in originale Land of the Pygmy Indians) è una storia a fumetti del 1957 con personaggi della Walt Disney realizzata da Carl Barks. La storia ha avuto un sequel del 1991, Zio Paperone e la guerra dei wendigo, di Don Rosa.

## Storia editoriale
Venne pubblicata negli USA sull'albo mensile Uncle Scrooge n. 18, del giugno 1957; in Italia è stata pubblicata per la prima volta dalla Mondadori sul n. 15 dell'Almanacco Topolino del marzo 1958 e poi su altre testate come, ad esempio, sul n. 15 de La grande dinastia dei paperi.

## Trama
Nell'avventura di Barks, Zio Paperone, Paperino e Qui, Quo, Qua si imbattono, in uno dei loro viaggi, nel popolo degli indiani pigmei di nome Picoletos. La terra di questi indiani viene venduta a Zio paperone da Joe Trippa Marcia-piede. Paperone, Paperino e Qui, Quo e Qua, ignari del fatto che quella terra fosse abitata, ci vanno in vacanza. I Pikoletos credono che i cinque siano venuti in guerra ma tutto si risolverà per il meglio.

## Curiosità
- Il nome italiano della tribù (picoletos) è stato tradotto da Peeweegahs: che in italiano sarebbe ragazzi-tappo.